# Jean-Antoine Marbot
Jean-Antoine Marbot, también conocido como Antoine Marbot (francés: /ʒɑ̃ ɑ̃twan maʁbo/; Altillac, Francia, 7 de diciembre de 1754 - Génova, Italia, 19 de abril de 1800) fue un general y político francés del siglo XVIII.

## Biografía

### Reino de Francia
Descendiente de una familia noble, comenzó su carrera militar en la prestigiosa unidad de la Garde du corps del rey Luis XV en Versalles, con el rango de subteniente. En 1781 fue ascendido al rango de capitán de dragones, al año siguiente se convirtió en aide-de-camp del teniente general de Schomberg, inspector general de caballería de la Maison du Roi.

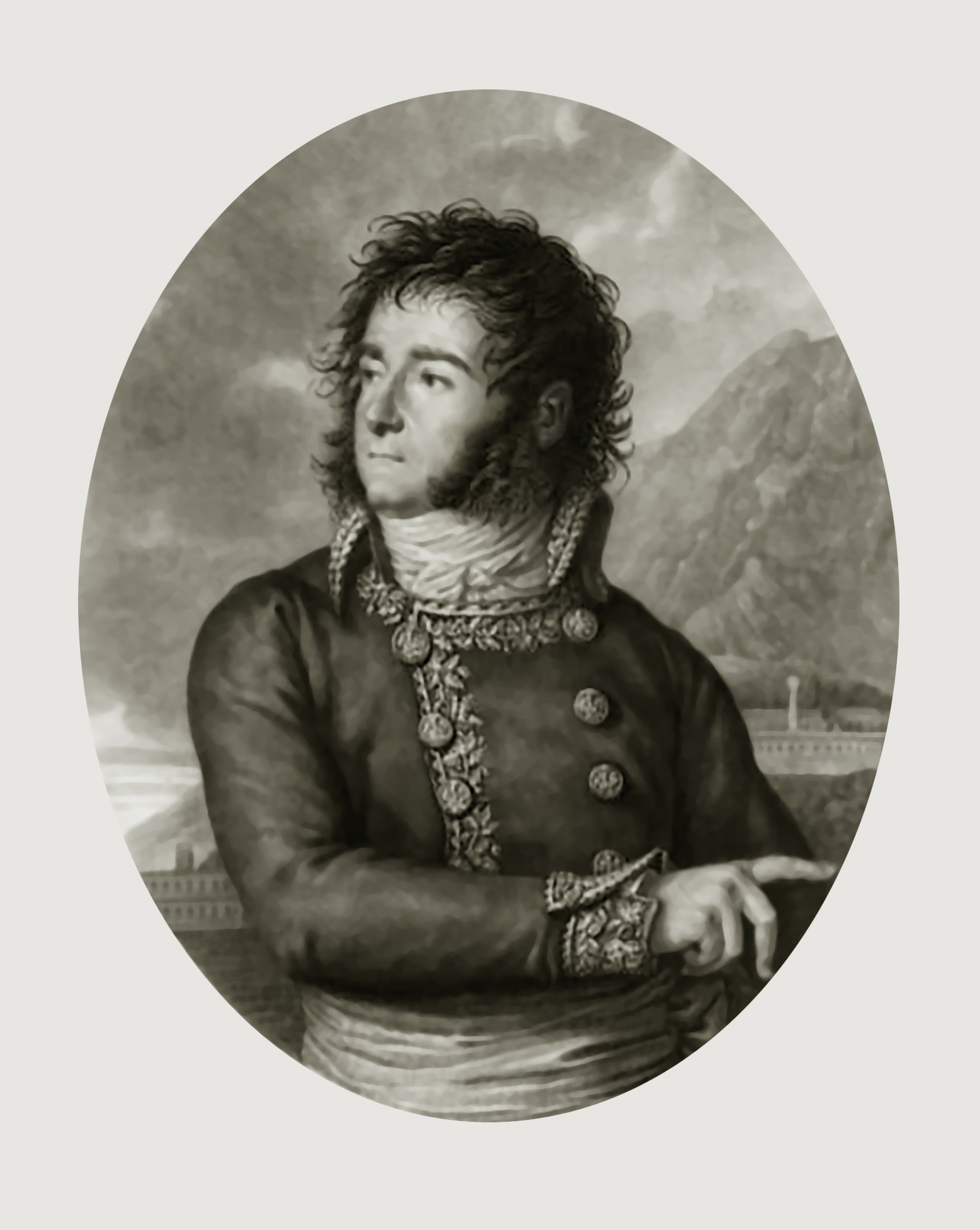
General Jean-Antoine Marbot

### República Francesa
Apoyando las ideas de la Ilustración, después del estallido de la Revolución francesa, dejó el ejército y fue elegido diputado del departamento de Corrèze para la Asamblea Legislativa. En los años 1793-1795, participó en la guerra de los Pirineos, donde fue promovido al rango de general de división.

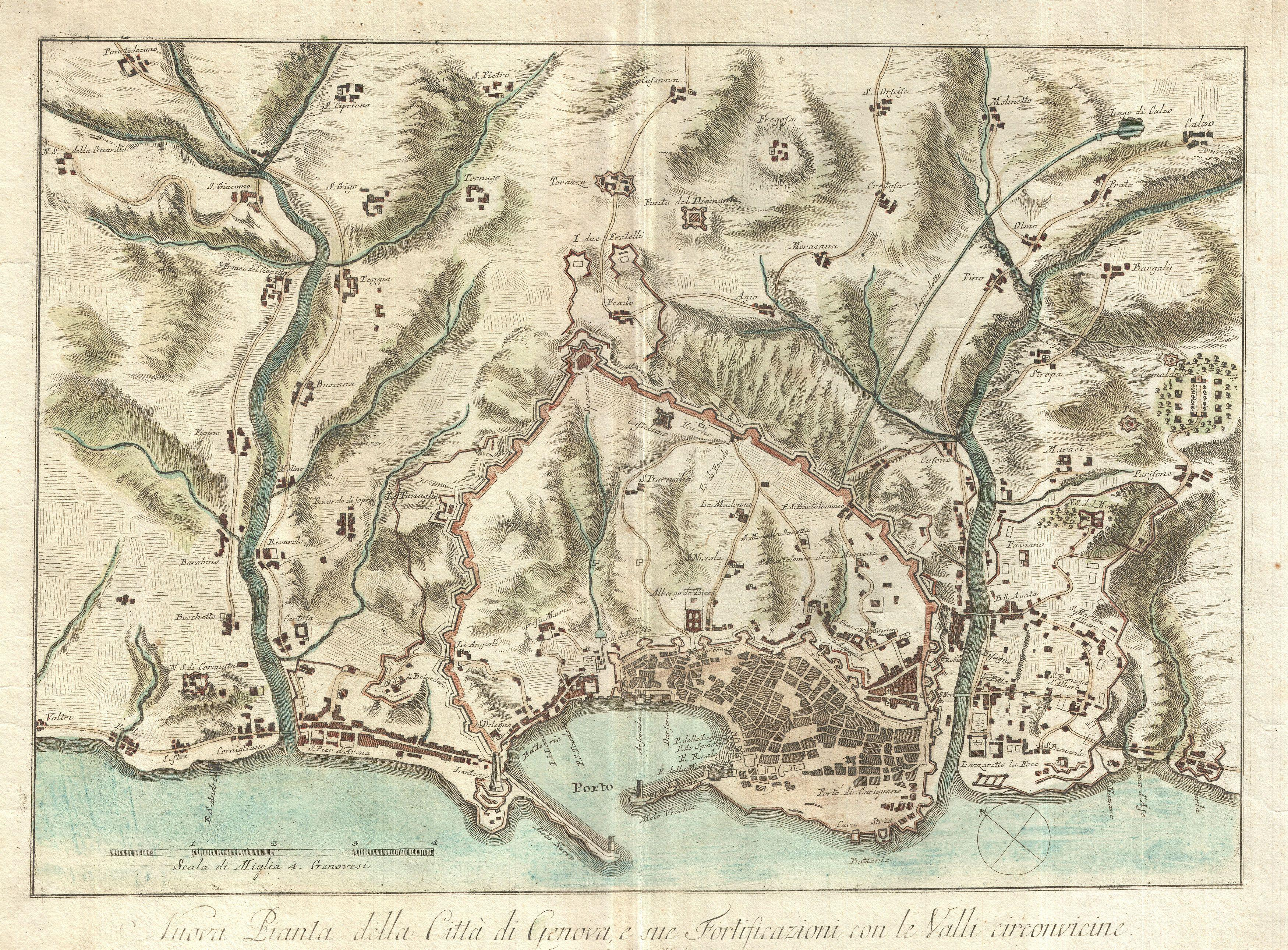
Plan de las fortificaciones de Génova en 1800

Elegido para el Consejo de Ancianos en 1795, fue dos veces nombrado presidente de esta cámara, en los años 1797 y 1798. En 1799 fue nombrado gobernador militar de París y se opuso al golpe de Estado de Napoleón Bonaparte. Él ordenó brevemente al Ejército de Italia. Murió el 19 de abril de 1800, durante el asedio de Génova por las fuerzas austriacas, después de la fiebre tifoidea y las heridas.

## Distinciones honoríficas

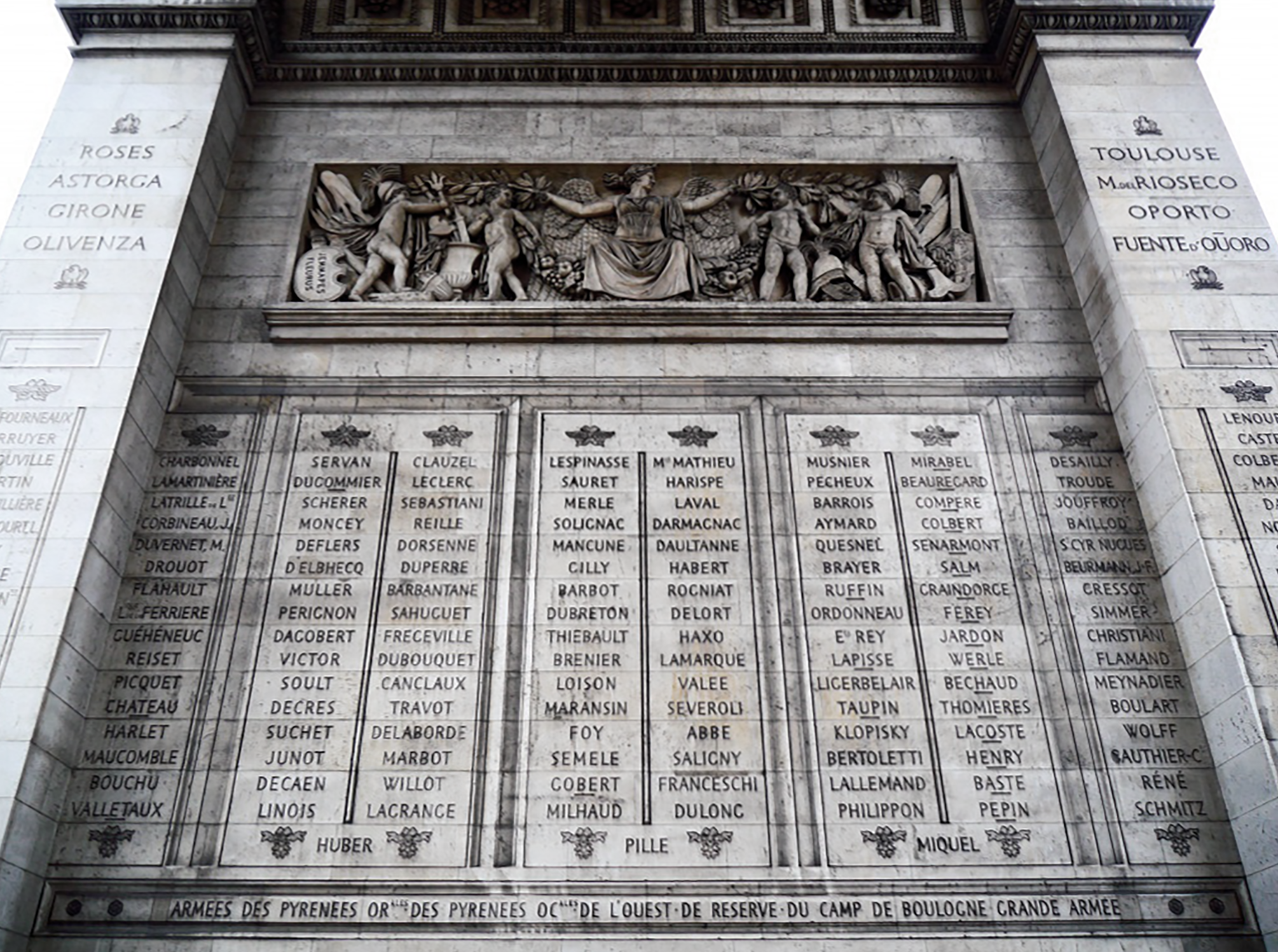
El nombre del general Jean-Antoine Marbot en el Arco de Triunfo de París

Su nombre está inscrito junto con el de los grandes generales napoleónicos en el Arco de Triunfo de París (pilar oeste, columna 34).

## Matrimonio e hijos

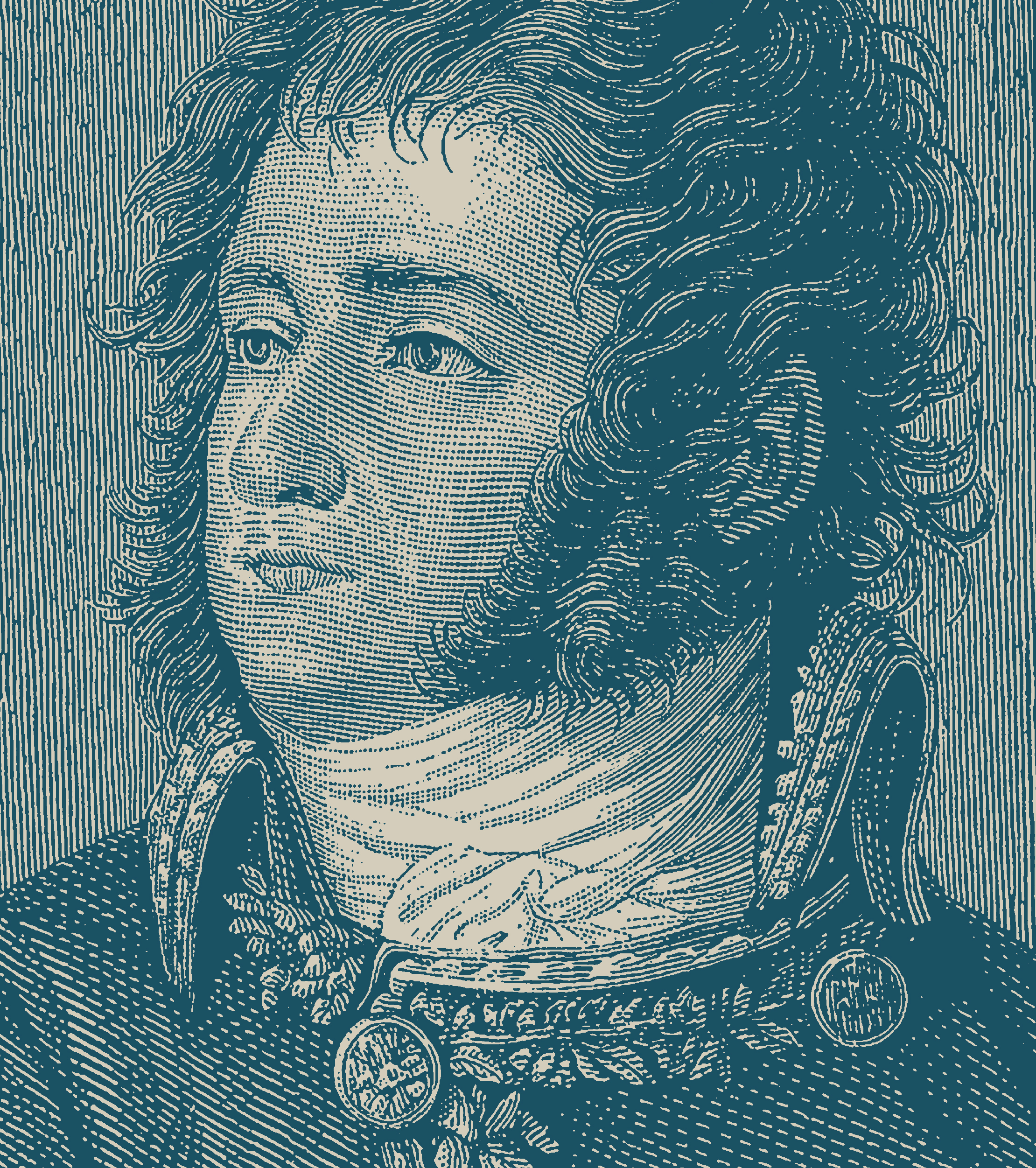
General Jean-Antoine Marbot

El 3 de octubre de 1776, Jean-Antoine Marbot contrajo matrimonio con Marie-Louise Certain du Puy (1756-1826).
Tuvieron cuatro hijos:
- Antoine Adolphe Marcelin, conocido como Adolphe (1781-1844): mariscal de campo (general de brigada) francés
- Jean-Baptiste Antoine Marcelin, conocido como Marcellin (1782-1854): teniente general (general de división) francés
- Jean François Théodore Xavier, conocido como Théodore (1785-1803)
- Jean Jacques Édouard Félix, conocido como Félix (1787-1805)

Su esposa estaba relacionada con François Certain de Canrobert, mariscal de Francia durante el Segundo Imperio francés.